# Elliot Reid
Dra. Elliot Reid é uma personagem fictícia interpretada por Sarah Chalke na sitcom norte-americana Scrubs.

## Perfil
Elliot é uma amiga íntima de J.D. e é uma atendente, apesar de que já tiveram relacionamentos amorosos. Havia uma piada corrente no show de que ela e J.D. dormiam juntos ao menos uma vez por ano durante cada uma das três primeiras temporadas, mas ela terminou durante a 4ª temporada porque era considerado um cliché. Seus pais ricos sempre providenciavam tudo que ela queria, que ela aceitava, apesar de crescer sem se tornar independente. Isso causou que ela ficasse nervosa ao ter que repentinamente depender dela mesma quando começou a trabalhar no hospital, e ainda mais quando seus pais deixaram de financiá-la na 2ª temporada.

## Histórico Familiar
Ela é a única filha de Simon e Lily Reid, e seu pai é o Chefe de Medicina num hospital particular em Greenwich (1.19 “My Old Man"). Ela atribui 98% do seu comportamento ao fato de seu pai amá-la, apesar de que isso mudou quando ela o enfrentou na 2ª temporada pela pressão de seu pai sobre a escolha de sua carreira. A mãe de Elliot geralmente a pressiona sobre seu visual e também teve um caso com o latino limpador de piscina da família Reid, Jorge (além de outros relacionamentos extraconjugais).
Elliot tem quatro irmãos, um deles chamado Barry, que aparenta ser gay. Ela também tem um irmão chamado Bradley. Ela mencionou no piloto que todos os homens na família são médicos (incluindo seu pai, seu avô e seu irmão).
A família também tem uma governanta latina chamada Consuelo, com quem Elliot era muito íntima. Ela muitas vezes fazia o papel de sua mãe. O pai de Elliot disse para ela que Consuelo havia morrido, mas Elliot descobriu mais tarde que ela foi deportada por colocar facas no guardador de garfos da casa.
Elliot também tem uma tia-avó Sally e um retardado tio-avô que diz 'Honka Honka' quando defeca. JD os conheceu uma vez.

## Peculiaridades
Ela tem mãos frias (o que ela atribui a má circulação), não gosta de ser tocada, vota no Partido Republicano, fala alemão e francês (que Sarah Chalke faz na vida real), e é insegura sobre suas sobrancelhas, suas nádegas e seu cabelo. Ela também tem ataques de pânico, e se descreve como sendo claustrofóbica, germofóbica e fobofóbica. Uma de suas regras da casa é que ninguém pode falar enquanto estiver no banheiro (uma regra que Carla quebrou muitas vezes enquanto estava com ela). Elliot tem uma incrível sabedoria de gírias de hip-hop e rimas de rap. O seu nome masculino Elliot tem origem no costume das altas classes do Nordeste dos Estados Unidos, onde as famílias devem dar nomes de família às filhas. Ela também menciona no piloto que seus pais esperavam que ela fosse um menino. 
De acordo com J.D. e vários pacientes, seu exame de cama é frio como o exame feito por uma máquina. Ela serviu como Chefe de Residência durante seu 3º ano de residência, com J.D. como um Co-Chefe de Residência. No final da 4ª temporada, ela recebeu uma oferta de emprego como chefe do departamento de endocrinologia em um hospital diferente, obrigando-a a sair do Sacred Heart. Mas, seu emprego apenas durou cinco dias e ela teve que voltar a trabalhar no Sacred Heart durante a 5ª temporada. Ela possui hábitos estranhos sobre sexo e relacionamentos devido às diversas traições de sua mãe, como gírias estranhas para partes do sistema reprodutor (referindo a genitália feminina como "bajingo" ou "Hoo-Hoo" e pênis como "peepers", "peep", "schwing-schwong" ou "Slinky-Doo") e às vezes tem problemas em falar a palavra "sexo", referindo como “coito". 
Uma piada corrente na 5ª temporada é sobre a fantasia sexual de Elliot sobre ter uma fábrica de cidra e capturar um ladrão de maçãs mexicano, que então a segue até a sala de degustação onde eles fazem sexo tão alto que todos podem ouvir até a destilaria. 

## Apelidos
Barbie por Dr. Cox, Blonde Doctor (Doutora Loira) pelo zelador, Stick e Twinkie por Jordan Sullivan, Marshmallow pela Enfermeira Laverne Roberts, Bank Farter pelos seus colegas durante a pesquisa no outro hospital, Mole Butt por J.D. e Turk e Roller Moler pelas crianças de sua escola.